# Swanomia belgica
Swanomia belgica is een mosdiertjessoort uit de familie van de Cellariidae. De wetenschappelijke naam van de soort is voor het eerst geldig gepubliceerd in 1993 door Hayward & Ryland.